# Cimadera
Cimadera es una comuna suiza del cantón del Tesino, situada en el distrito de Lugano, círculo de Sonvico. Limita al norte con la comuna de Valcolla, al este con Certara, al sureste con Val Rezzo (IT-CO), al sur con Valsolda (IT-CO), y al suroeste y oeste con Sonvico.

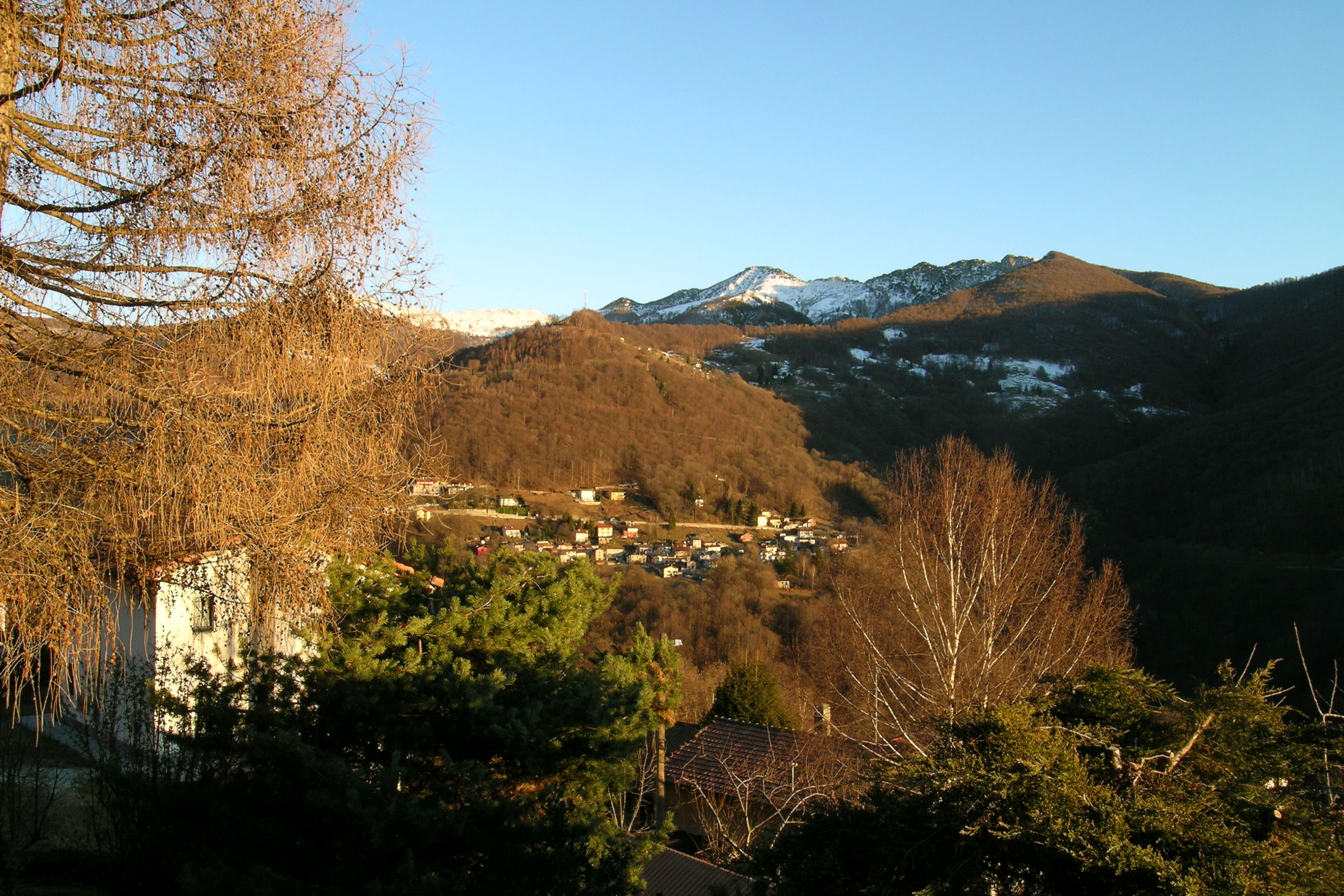
Vista de Cimadera y los pueblos vecinos.